# Касиглак (Аљаска)
Касиглак (енгл. Kasigluk) насељено је место без административног статуса у америчкој савезној држави Аљаска.

## Демографија
По попису из 2010. године број становника је 569, што је 26 (4,8%) становника више него 2000. године.
| Група             | 2000.     | 2010.     |
| Белци             | 17 (3,1%) | 18 (3,2%) |
| Афроамериканци    | 0 (0,0%)  | 0 (0,0%)  |
| Азијати           | 0 (0,0%)  | 0 (0,0%)  |
| Хиспаноамериканци | 2 (0,4%)  | 1 (0,2%)  |
| Укупно            | 543       | 569       |